# 徐宗漢

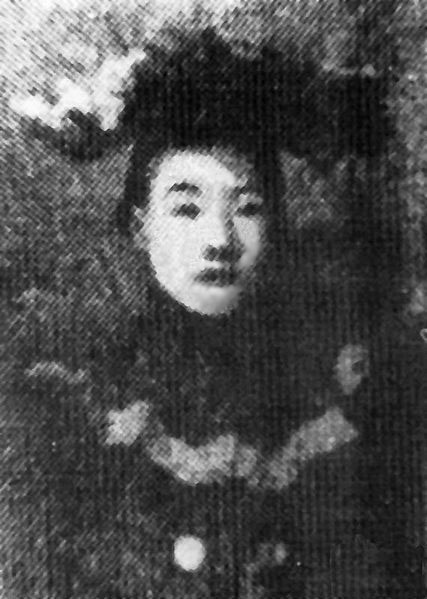
青年时代的徐宗汉

徐宗汉（1876年—1944年3月8日），原名佩萱，一名清，女，广东香山县（今中山市）人。中国民主革命家、社会活动家、教育家。

## 生平

### 早期革命生涯
光绪二年（1876年），徐宗汉出生于上海的一个买办兼茶商家庭。她自幼随父亲住在上海，入读私塾。18岁时，她嫁给广东惠州海丰县人李晋一为妻。1907年丈夫李晋一去世，她守寡。她因和曾入基督教的女医师张竹君关系密切，遂受其影响在光绪二十七年至二十八年间（1901年至1902年间）加入基督教，并变卖了全部妆奁帮助张竹君在广州创建禔福医院、南福医院，兴办育贤女子学校。
光绪三十三年（1907年），徐宗汉应正在南洋槟榔屿任教的二姐徐佩瑶之邀，到南洋游历。她在槟榔屿加入了中国同盟会，此后帮助吴世荣、黄金庆、陈新政等人在华侨中宣传革命。1908年秋，她启程回国，途经香港时到《中国日报》社拜访了冯自由，遂和香港的同盟会取得联系，并奉命回广州和高剑父、潘达微组织中国同盟会分机关。
此后不久，徐宗汉等在广州创建守真褶裱书店，该书店是同盟会的秘密联络处及活动场所。在徐宗汉等人的努力下，广州的同盟会员数量不断增加，其间经徐宗汉介绍加入中国同盟会的有女医师梁焕真、陈瑞云、罗道膺、杨乐汉等。宣统元年九月（1909年10月），中国同盟会在香港成立中国同盟会南部支部，准备在广州发动新军起义。徐宗汉参与起义准备工作，和孙眉、杨德初、陈淑子（胡汉民的妻子）、李自平（冯自由的妻子）等人制作了百余面青天白日满地红旗，她还奉命和陈淑子、李自平秘密运送炸弹进入广州，她还到珠江南岸大塘乡等地联络会党。宣统元年十二月（1910年1月），徐宗汉奉命和其侄李应生等人在广州高第街宜安里复设机关。宣统二年正月十四（1910年2月12日），广州新军起义爆发，徐宗汉趁机在宜安里的机关内纵火，试图扰乱“清吏耳目”。但宜安里机关内的火被地方警察扑灭，缝在被褥中的中国同盟会会旗青天白日旗被警察查获。“事机破露”后，徐宗汉和庄汉翘一起逃往香港。

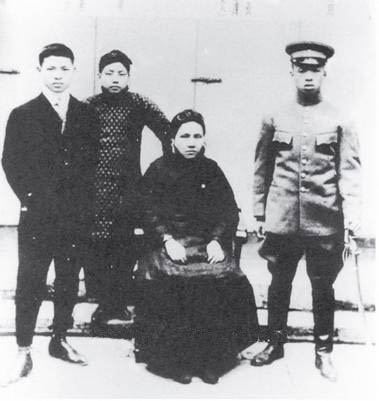
1911年，徐宗汉（中坐者）任广东北伐炸弹队队长时，与队员（右起）李应生、卓国兴、李沛基合影于南京留守府

宣统三年三月（1911年），徐宗汉在黄花岗起义前夕奉派到香港运输枪械弹药，并曾先后在香港摆花街、广州溪峡设置机关制造炸弹。黄花岗起义失败后，起义指挥者黄兴逃到溪峡机关部，徐宗汉替他包扎了受伤的手指，并悉心护理他。宣统三年四月初一（1911年4月29日），徐宗汉护送黄兴乘哈德安号夜轮离开广州赴香港。四月初二（1911年4月30日）他们抵达香港，徐宗汉安排黄兴入住雅丽氏医院治疗。因医院规定病人动手术前须有亲属签字，徐宗汉遂以妻子名义签字。黄兴伤愈出院后，他们二人便结为夫妻。
宣统三年八月（1911年10月）武昌起义成功。此后黄兴受中国同盟会中部总会和湖北军政府邀请，偕徐宗汉北上。他们夫妇于宣统三年九月初三（1911年10月24日）到达上海。当时清政府加强封锁长江各口岸。徐宗汉遂求得在上海行医的张竹君的帮助，张竹君以为战地服务的名义成立了一支红十字会救伤队，派赴湖北前线，黄兴乔装打扮，徐宗汉也扮作护士，二人混在这支救伤队里，于宣统三年九月初七（1911年10月28日）抵达汉口。在武汉保卫战期间，徐宗汉参加救护伤员。民军弃守汉阳时，清军封锁长江江面，徐宗汉和张竹君利用红十字会的渡船将黄兴送到了武昌。1912年2月南北议和成功，广东北伐军第四军军长姚雨平率部从徐州前线返回南京，随军带回了数百名战时难童。黄兴遂筹款在南京创设开国纪念第一贫儿教养院，由孙中山为该院题写了院名，由徐宗汉、周其永负责该院。
1913年，二次革命失败，徐宗汉和黄兴一同流亡日本。1914年7月，孙中山在日本将国民党改组为中华革命党，黄兴不赞成重组新党，决意赴美国，徐宗汉携儿子黄一美随行赴美国，徐宗汉的堂弟徐申伯随行任翻译，随行的还有秘書石陶鈞和李書城。1916年7月、8月间，徐宗汉随黄兴离开美国，经日本返回中国。1916年10月31日黄兴在上海病逝，此后徐宗汉寓居上海。

### 五四运动之后
1919年五四运动爆发，徐宗汉和上海博文女校校长李果等发起成立上海女界联合会，徐宗汉成为该会负责人之一。同年，她出任中华女界联合会会长，当时李达的妻子王会悟为该会秘书、瞿秋白的妻子王剑虹为该会文书。1921年12月13日，在李达、陈独秀的策划下，上海女界联合会创办了妇女杂志《妇女声》，为中国共产党领导下的第一份妇女刊物，李达任主编。她还作为上海各界联合会代表，参与天津各界联合会发起成立全国各界联合会的筹备工作，并出任常委理事。五四运动后，她曾资助青年赴法国勤工俭学。
1921年，苏俄发生严重灾荒，上海成立俄灾赈济会，她任该会演讲部主任，到各地发表演讲募集捐款。

### 接办贫儿教养院

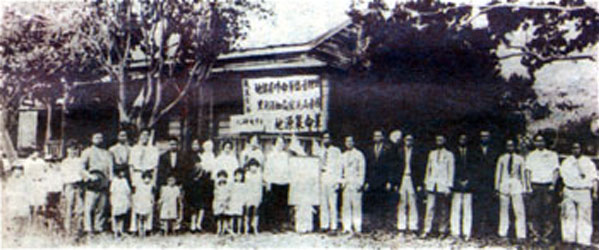
1930年5月18日，徐宗汉为募捐事宜访问檀香山岛时的留影

1927年北伐的国民革命军攻克南京之后，徐宗汉接办了当年自己参与创建的开国纪念第一贫儿教养院。1932年她还在安徽宣城北乡茆市创办了一所农场，作为贫儿教养院学生的劳动实践场所。
1931年，徐宗汉为筹集贫儿教养院经费，到美国向华侨募捐。期间，九一八事变爆发，她遂将在美国募得的捐款汇给了前线的抗日将士。她曾在美国、墨西哥、巴西、古巴、秘鲁等国募捐，仅在墨西哥便募得45万比索。
1937年抗日战争爆发后，贫儿教养院迁往安徽宣城，后又迁往重庆并解体。
1938年初，徐宗汉带部分贫儿到暹罗看望华侨，既宣传抗日救国，又为贫儿募款。回到中国后，1939年她在云南鸡足山尊勝塔院创办開國紀念貧兒第一教養院雲南分院，因经费困难不久即停办。

### 寓居重庆

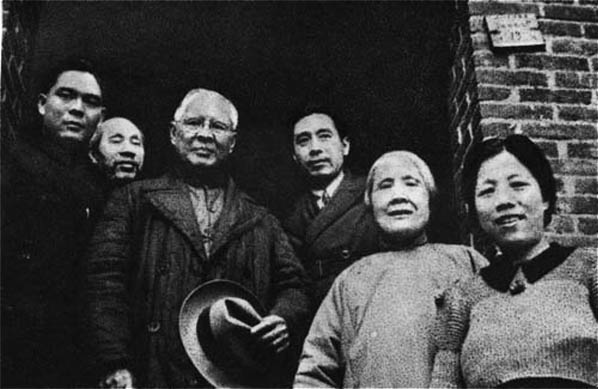
1941年12月，周恩来等在八路军重庆办事处接待司徒美堂、徐宗汉等人。左起：司徒柱（司徒美堂长子）、董必武、司徒美堂、周恩来、徐宗汉、邓颖超

1940年，徐宗汉移居重庆。此后，她和中国共产党在重庆的代表周恩来、董必武、邓颖超等经常往来，还在八路军重庆办事处和周恩来、邓颖超、董必武合影。黄兴的幼子黄乃（原名黄一寰，黄兴元配廖淡如所生）在抗日战争初期便到延安抗大学习（后来他任职于中共中央宣传部、八路军总政治部敌工部），徐宗汉遂请周恩来、邓颖超给黄乃捎去了日常用品和亲笔信，并嘱黄乃“努力学习，后会有期”。
1944年3月8日，徐宗汉因肝病去世，享壽68岁。

## 家庭
- 伯父：徐润，实业家
- 父：
- 大姐：徐慕兰
- 二姐：徐佩瑶
- 堂弟：徐申伯

- 丈夫（第一任）：李晋一，两广总督署洋务委员李庆春的次子
  - 子：李应强
  - 女：李若鸿
  - 大伯（李晋一之兄）：李紫石，李庆春的长子
  - 嫂（李紫石之妻）：徐慕兰，也是徐宗汉的大姐
- 丈夫（第二任）：黄兴
  - 子：黄一美
  - 子：黄一球